# Irina Aronowa

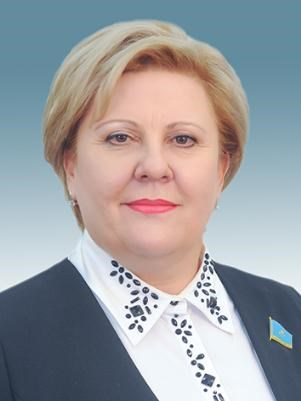
Irina Petrowna Aronowa

Irina Petrowna Aronowa (russisch Ирина Петровна Аронова; * 5. August 1957 in Swetly, Oblast Kaliningrad, RSFSR, UdSSR) ist eine kasachische Politikerin russischer Abstammung.

## Leben
Aronowa absolvierte 1983 das Pädagogische Al-Farabi-Institut für Kultur in Schymkent (heute Staatliche Universität Südkasachstan). Einen weiteren Abschluss erwarb sie im Jahr 2000 von der Staatlichen A. Baitursinow Universität in Qostanai.
Zwischen 1987 und 1992 war Aronowa Leiterin der Kulturabteilung des Bezirks Naursum (Oblast Qostanai).
Von 1992 bis 1998 bekleidete sie den Posten der stellvertretenden Verwaltungsleiterin der Provinz Naursum. Im Anschluss hatte die bis 2012 die Position der Exekutivdirektorin des Regionalfonds Qostanai zur Unterstützung der Personen mit geringem Einkommen.
Von 2012 bis 2021 saß Aronowa als Abgeordnete der regierenden Partei „Nur Otan“ im Mäschilis.